# Lee Richmond
John Lee Richmond (5 de maio de 1857 – 1º de outubro de 1929) foi um jogador profissional de beisebol que atuou como arremessador na  Major League Baseball. Jogou pelo Boston Red Stockings, Worcester Worcesters, Providence Grays e Cincinnati Red Stockings, e é melhor conhecido por ter arremessado o primeiro jogo perfeito na história da MLB. Após sua aposentadoria no beisebol, se tornou professor.

## Carreira profissional no beisebol
Em 2 de junho de 1879, Richmond recebeu $10 para arremessar pelo Worcester da National Baseball Association em um jogo de exibição contra o Chicago White Stockings. Arremessou sete entradas sem sofrer rebatidas e assinou com o Worcester depois do jogo. Em 28 de julho conseguiu um  no-hitter contra o Springfield.
Worcester se juntou à National League em 1880, e Richmond assinou com a equipe por $2.400 (59.561 dólares em valores atuais) naquela temporada. Antes de um jogo contra o Cleveland em 12 de junho, Richmond ficou acordado toda a noite em um evento de graduação da faculdade, e foi para a cama às  6:30 da manhã. Pegou o trem das 11:30 da manhã para Worcester onde arremessaria naquela tarde um jogo perfeito na vitória sobre o Cleveland por  1–0. De acordo com Chicago Tribune, "O Cleveland estava totalmente perdido ante as desconcertantes bolas de curvas de Richmond, eliminando três jogadores em cada entrada, sem nenhuma rebatida. Os Worcesters conseguiram um jogo perfeito em campo."
Richmond se fornou na Universidade Brown quatro dias após seu jogo perfeito e terminou aquela temporada com um total de vitórias/derrotas de 32–32, com ERA  de 2.15 e 243 strikeouts em 590.2 entradas jogadas. Se tornou o primeiro arremessador canhoto a vencer 30 jogos em uma temporada.
Em 1881 e 1882, Richmond arremessou mais de 400 entradas. Após a temporada de 1882, a franquia do Worcester se desfez e Richmond jogou pelo Providence Grays da National League em 1883. Teve problemas nos braços e jogou principalmente como outfielder naquele ano. Terminou sua carreira na MLB com 75 vitórias e 100 derrotas, ERA de 3.06 e 552 strikeouts.